# 海洋堂フィギュアミュージアム黒壁龍遊館
海洋堂フィギュアミュージアム黒壁 龍遊館（かいようどうフィギュアミュージアムくろかべ りゅうゆうかん）は、滋賀県長浜市の黒壁スクエアにある株式会社海洋堂の商品をコンセプトにしたミュージアムである。運営は株式会社龍遊館。館長は海洋堂創設者の宮脇修。

## 概要
株式会社龍遊館を2004年（平成16年）に設立し、当館を2005年（平成17年）にオープン。海洋堂のフィギュアをジオラマ展示しシーンや物語を形成。海洋堂ミュージアム黒壁によると、フィギュア専門ミュージアムは当館が世界初。